# Juhan Liiv

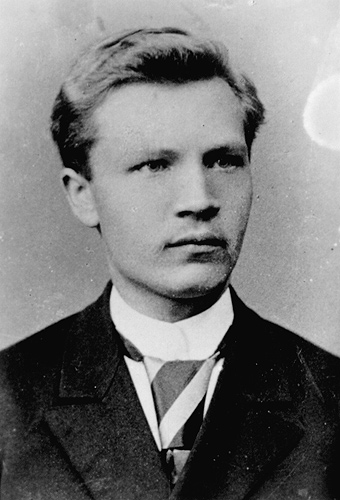
Juhan Liiv în tinereţe

Juhan Liiv (30 aprilie 1864 – 1 decembrie 1913) a fost unul dintre cei mai faimoși poeți estoni.